# Tech Model Railroad Club
Der Tech Model Railroad Club (TMRC) ist eine Studentenorganisation am Massachusetts Institute of Technology und einer der bekanntesten Modelleisenbahn-Clubs der Welt. Die in der Nenngröße H0 erbaute Anlage ist auf automatisierten Betrieb ausgelegt. Der 1946 gegründete Verein gilt als eine der Geburtsstätten der Hacker-Kultur.

## Anlage
Auf der Anlage wird eine fiktionale Ost-West-Strecke im Amerika der 1950er Jahre nachgebildet, kurz nach dem Ende der Dampflokzeit. Bereits am Anfang konzentrierten sich die Mitglieder, die einen sehr technischen Hintergrund durch ihre Arbeit beziehungsweise Ausbildung am MIT hatten, weniger auf modellbauerische Gestaltung als vielmehr den Wunsch nach Automatisierung.
Bereits im Jahr 1962 war die Anlagensteuerung, bestehend aus etwa 1200 Relais, bekannt für ihre Komplexität. Überall im Raum verteilt waren RESA-Schalter angebracht, mit denen im Notfall – etwa bei drohenden Kollisionen – die Züge gestoppt werden können. Ein anderes Merkmal des Systems war eine Uhr mit Siebensegmentanzeige auf der Steuerkonsole, deren Implementierung in Relais-Logik für die damalige Zeit selbst als Wunderwerk betrachtet werden kann. Wenn einer der RESA-Schalter betätigt wurde, sprang die Anzeige der Uhr auf das Wort FOO um, weswegen die RESA-Schalter in TMRC-Kreisen auch „foo Schalter“ genannt wurden.
Etwa 1964 wurde die Steuerung durch ein System um einen Vermittlungsstellen-Rechner vom Typ 5XB switch ersetzt. Bereits 1970 konnte sie durch zwei gespendete PDP-1-Computer ergänzt werden, die unter anderem die Kontrolle des Güterbahnhofes übernahmen. Für viele Studenten war dies die erste praktische Anwendung von Computern.
Im Jahr 1997 zog der Verein von Gebäude 20, einer „Behelfs“-Unterkunft aus der Vorkriegs-Zeit, in das Gebäude N52 um, welches das Universitäts-Museum des MIT beheimatet. Infolge dieses Umzuges wurde der größte Teil der Anlage zerstört, eine neue befindet sich seitdem im Aufbau. Diese Anlage wird von einem als System 3 bezeichneten und aus etwa 40 PIC16F877 Mikrocontrollern bestehendem Netzwerk kontrolliert, welches von einem Linux-PC gesteuert wird. Ein weiterer „Hack“ ist ein 18-stöckiger Nachbau eines Gebäudes des MIT-Campuses, welches, mit Lampen in den Fenstern ausgestattet, dazu verwendet werden kann, um darauf Tetris zu spielen. Dabei handelt es sich um eine Hommage an einen legendären (wenn auch fiktiven) Hack von MIT-Studenten.

## Einfluss auf die Hacker-Kultur
Eine stimulierende Beschreibung der damaligen Jahre findet sich in dem Buch Hackers von Steven Levy. Unter anderem hatte der TMRC ein Signals and Power Subcommittee, welches sich der Arbeit zwischen Relais, Schaltern und Kabeln widmete, sowie ein Midnight Requisitioning Committee, welches Bauteile unter Umgehung der Beschaffungs-Richtlinien des Campus organisierte. Das Signals and Power Subcommittees rekrutierte sich zum größten Teil aus den Reihen der IBM-704- und der TX-0-Hacker und aus Leuten, die später den Kern der Belegschaft des MIT Computer Science and Artificial Intelligence Laboratorys bilden sollten. Diese Verbindungen haben auch nach knapp 40 Jahren noch Bestand, wie die Aufnahme einer größeren Zahl von Begriffen aus dem TMRC in das Hacker-Wörterbuch Jargon File zeigt.
Viele der Begriffe im Wörterbuch der TMRC-Sprache, welches 1959 von Peter Samson zusammengestellt wurde, und von dem einige sagen, er habe den Ausdruck „Informationen wollen frei sein“ geprägt, sind zum Grundwortschatz des Hacker-Vokabulars, geworden (besonders „foo“, „mung“, und „frob“).
Auch wurde mit Spacewar! von Steve Russell im TMRC eines der ersten interaktiven Computerspiele entwickelt.